# Stefano Zappalà
Stefano Zappalà (n. 6 februarie 1941, Aci Bonaccorsi, Sicilia, Regatul Italiei – d. 15 aprilie 2018, Latina, Lazio, Italia) a fost un om politic italian, membru al Parlamentului European în perioada 2004-2009 din partea Italiei.